# Nettetal
Nettetal est une municipalité située dans l'arrondissement de Viersen, Rhénanie-du-Nord-Westphalie,  en Allemagne.

## Situation
Nettetal n'est pas une ville elle-même, mais une fédération de villages qui se sont développées de part et d'autre de la rivière Nette, autour des carrières de gravier qui forment maintenant cinq lacs. Elle est située sur la frontière avec les Pays-Bas, à 20 km au nord-ouest de Mönchengladbach et à 10 km au sud-est de Venlo.

## Divisions
Nettetal comprend les parties suivantes (la population de 2004 entre parenthèses):
- Lobberich (13.637)
- Kaldenkirchen (9.849)
- Breyell (8.229)
- Hinsbeck (5.149)
- Leuth (1.805)
- Schaag (3.807)

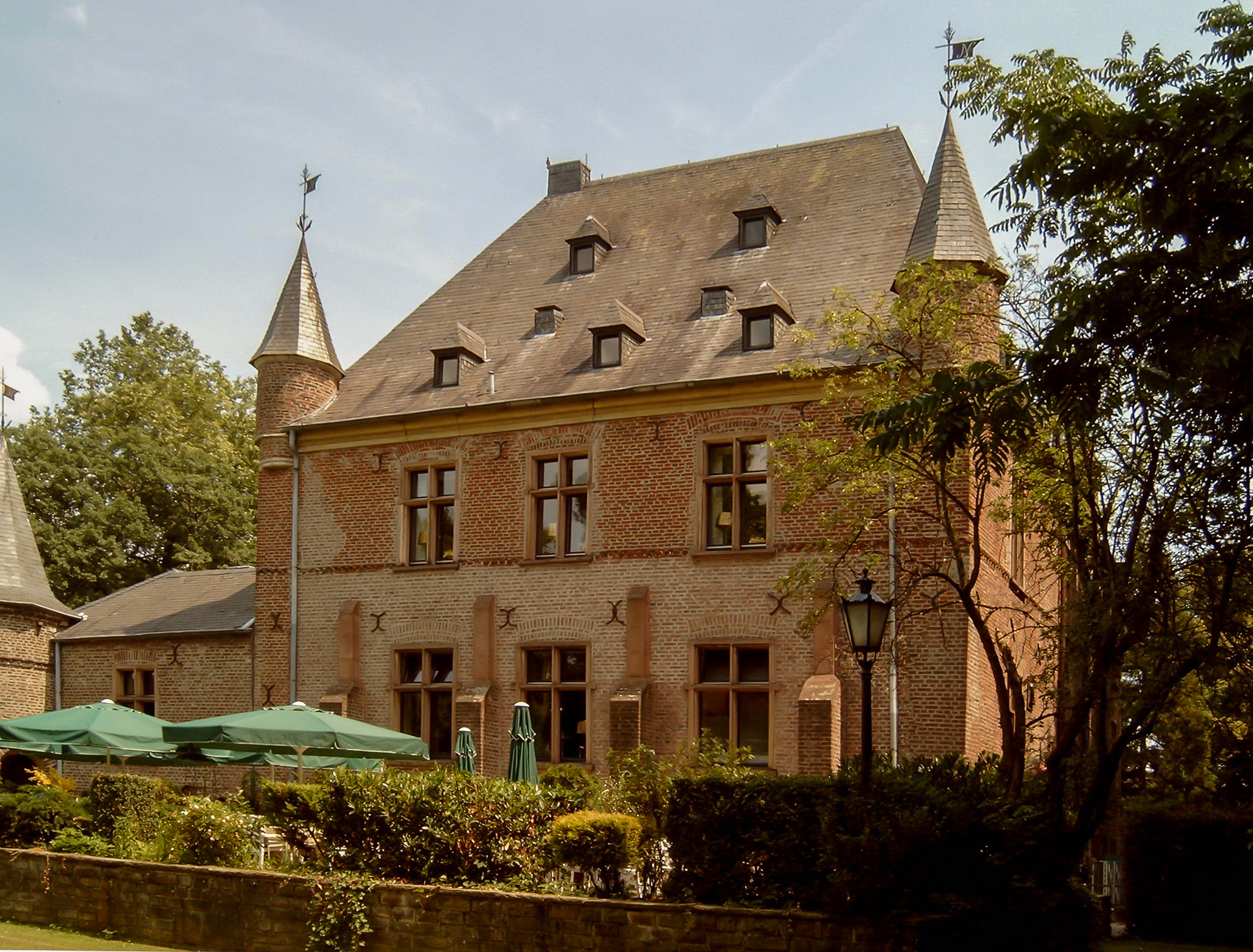
Lobberich, château: Burg Ingenhoven

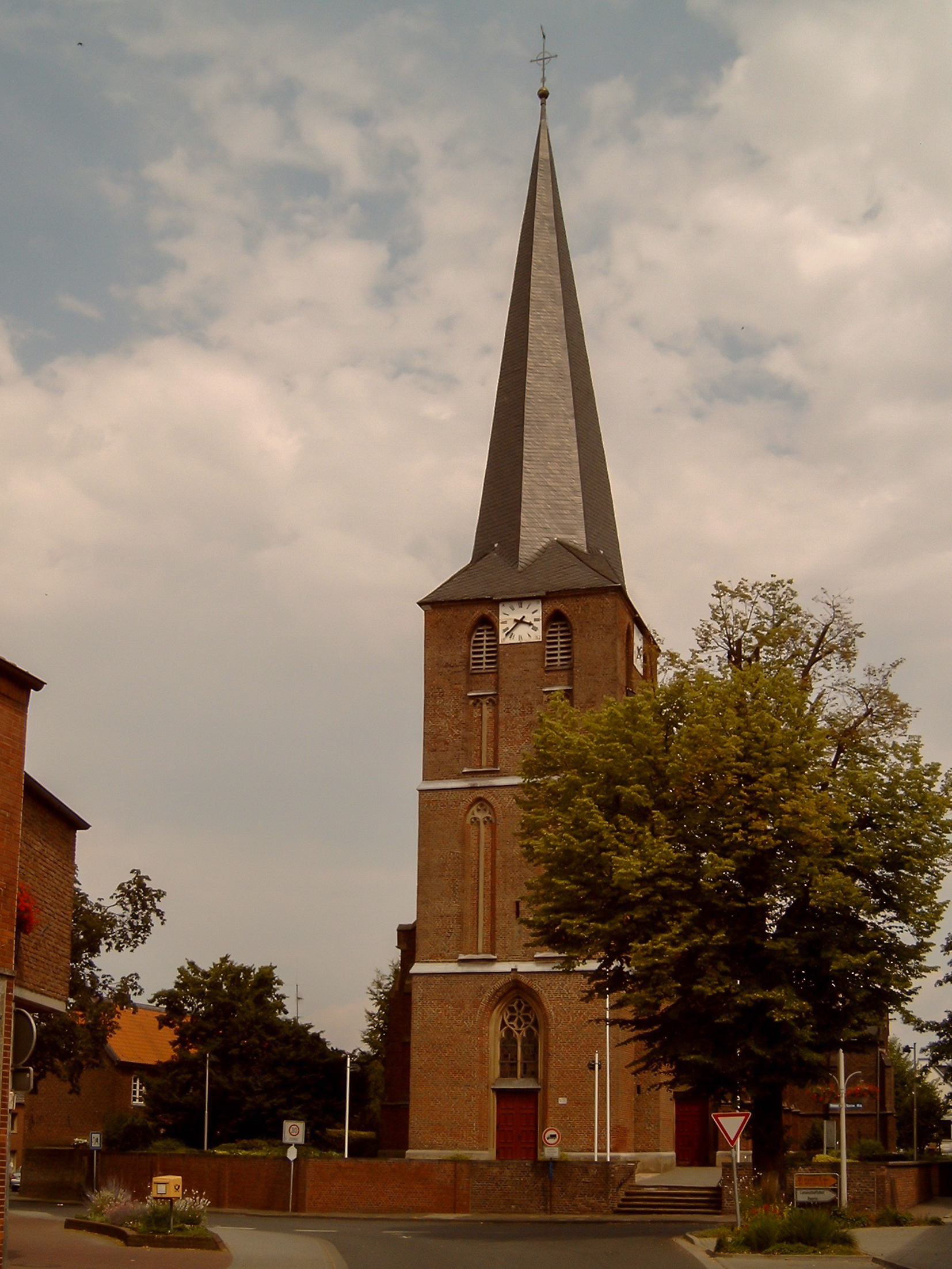
Leuth, église

L'agglomération principale de Nettetal est Lobberich, qui doit sa richesse passée à l'industrie de dentelles locales allemandes qui se sont développées de façon exponentielle avant la Première Guerre mondiale. 

Au cours de la Seconde Guerre mondiale, l'ancienne église fut transpercée par un obus américain, dont le cratère est toujours visible dans le mur.

## Personnalités liées à la ville
- Viktor Meyer-Eckhardt (1889-1952), écrivain mort à Breyell.

## Jumelages
- Caudebec-en-Caux (France)
- Ełk (Pologne)
- Fenland (Royaume-Uni)
- Rochlitz (Allemagne)